# Burg Rennenberg

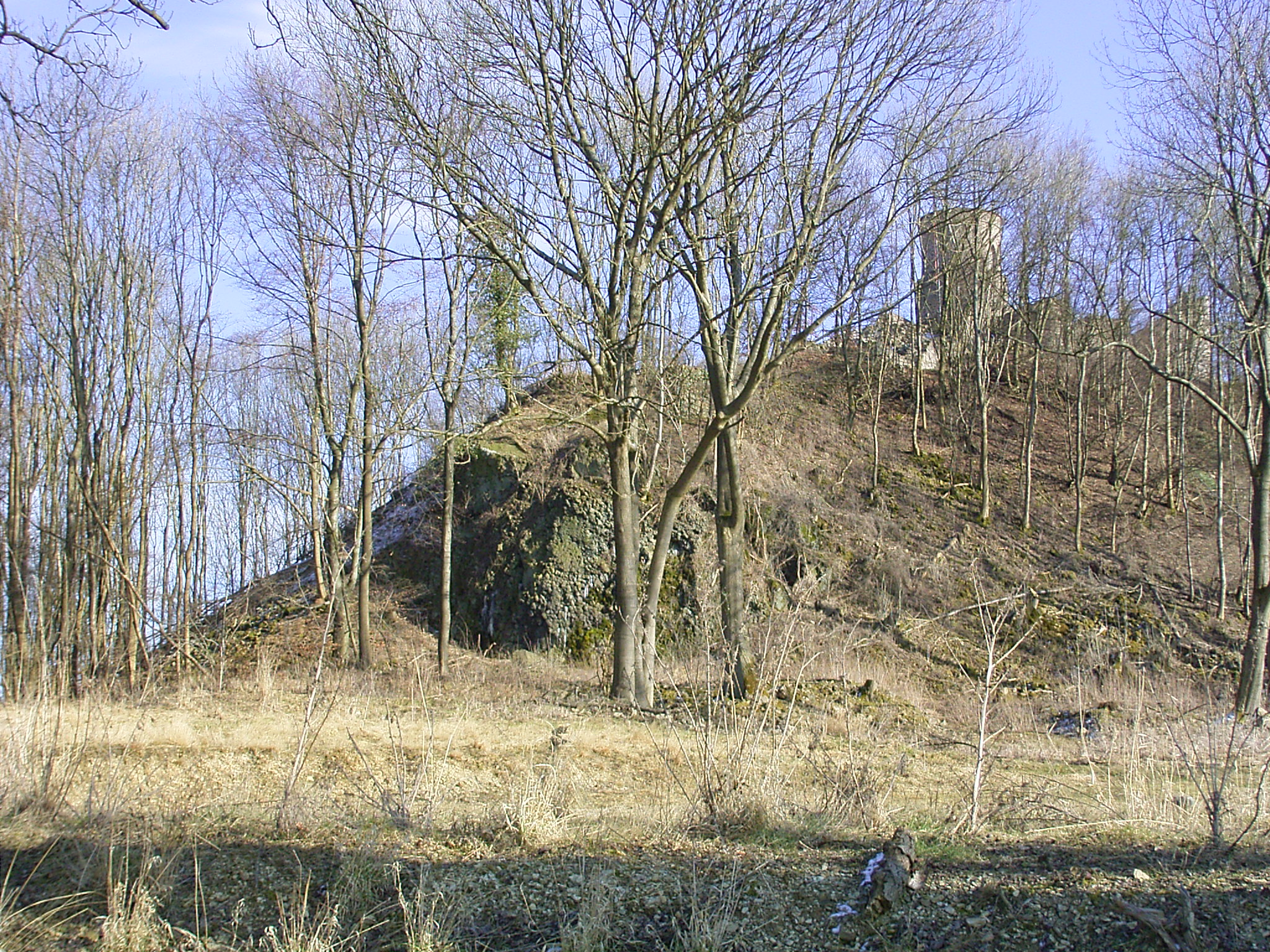
Burg Rennenberg

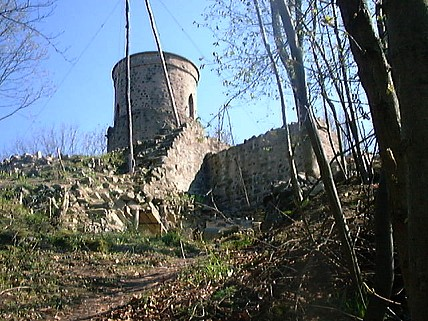
Burg Rennenberg, Blick aus westlicher Richtung.

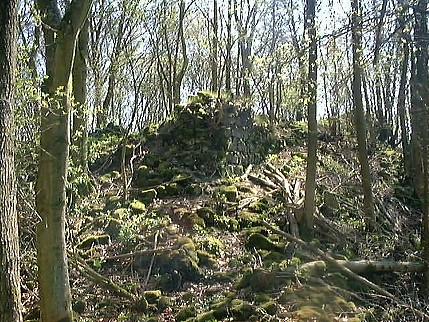
Reste der Vorburg südlich der Burg Rennenberg.

Die Burg Rennenberg war der Stammsitz eines rheinischen Edelherrengeschlechts, das 1217 mit Konrad von Rennenberg (1217–1224) und seinen Söhnen als Zeugen in einer Urkunde des Kölner Erzbischofs Engelbert I. erstmals genannt wurde. 1585 wurde die Gipfelburg bereits als verfallen bezeichnet. Die Ruine der Burg liegt oberhalb der Stadt Linz am Rhein im Landkreis Neuwied in Rheinland-Pfalz.

## Lage
Die Burgruine liegt auf dem Gipfel einer 349,7 m ü. NHN hohen Basaltkuppe etwa dreieinhalb Kilometer nordöstlich des historischen Stadtkerns von Linz am Rhein und zwei Kilometer westlich von Notscheid (Ortsgemeinde Sankt Katharinen). Die Bergkuppe erhebt sich zwischen den Tälern des Losbachs im Norden und des Rennenberger Bachs im Süden. Sie wurde vielfach ebenfalls als „Rennenberg“ oder „Renneberg“ bezeichnet, ist aber auf topografischen Karten nicht als eigenständiger Berg benannt. Etwa 100 Meter nordwestlich befindet sich unterhalb der Ruine der spätestens seit Ende der 1970er-Jahre unbewohnte Wohnplatz Alt Rennenberg I. Er besteht aus einem Gebäude und geht möglicherweise auf den bereits Anfang des 19. Jahrhunderts erwähnten Hof Rennenberg zurück.

## Geschichte
In mehreren anerkannten Nachschlagewerken, Die Kunstdenkmäler der Rheinprovinz (1940), Hellmuth Gensicke: Landesgeschichte des Westerwaldes (1953/1999), Dehio: Rheinland-Pfalz, Saarland (1985), wird als Entstehungszeitraum die erste Hälfte des 13. Jahrhunderts angegeben. Lokale Heimathistoriker vermuten eine wesentlich frühere Entstehung (7. bzw. 8. Jahrhundert), was sich aber anderweitig nicht belegen lässt.
Die Burg gehörte Mitte des 13. Jahrhunderts zum Lehensbesitz der Gräfin Mechthild von Sayn (1203–1285), das aus ihrem mütterlichen Erbe stammte. 1250 schloss Mechthild mit dem Kölner Kurfürsten Konrad von Hochstaden (1205–1261) einen Vertrag, dem zufolge die Burg Rennenberg und ihr übriger Besitz nach ihrem Tod an das Erzstift Köln falle. Spätestens seit 1321 war die Burg Rennenberg eine kurkölnische Lehensburg.
Der zur Burg gehörende Burgfrieden war unbedeutend. In der ersten Hälfte des 15. Jahrhunderts umfasste der Rennenberger Besitz unter Rorich III. von Rennenberg (1403–1444) neben den Höfen zu Linz, Ockenfels, Hallerbach und Hüngsberg (beides heute Ortsteile von Windhagen) auch einigen Streubesitz im Westerwald, Maifeld, Eifel und Hunsrück.
1532 erbte Philipp von Lalaing (1510–1555) Burg Rennenberg. 1585 wurde die Burg selbst als verfallen bezeichnet.
Im Jahr 1765 kam die Burganlage mit dem dazugehörenden Grundbesitz in das Eigentum der Fürsten zu Salm-Kyrburg. Im Zusammenhang mit dem von Fürst Friedrich IV. von Salm-Kyrburg durchgeführten Bau des Schlosses Rennenberg (1846; etwa zwei Kilometer südwestlich im Rennenberger Bachtal gelegen) wurde der teilweise verfallene Bergfried wieder erhöht. 1979 wurde die Burgruine an einen örtlichen Fördervereins verpachtet, der sich bemühte, die Ruine zu erhalten und zu restaurieren. Seit 2005 befinden sich die Burgruine, das Umland und die damit verbundenen Jagdrechte im Besitz der Familie Wirtgen (Maschinenbauunternehmen Wirtgen in Windhagen). Seit 2007 finden keine Restaurierungsmaßnahmen mehr statt.

## Anlage
Die Burg wurde vermutlich in zwei Phasen gebaut. Um 1250 wurde der Wohnbau der Hauptburg errichtet, der runde aus Basaltbruchsteinen errichtete Bergfried vermutlich im 14. Jahrhundert. Der untere Teil des heute sichtbaren Bergfrieds stammt aus dieser Zeit, der obere, schmalere Teil, wurde im 19. Jahrhundert aufgesetzt.
Ursprünglich war der an der Ostseite des Burgbergs liegende Hauptturm etwa 10 m hoch, er hat einen Durchmesser von 2,50 m im Lichten und an der Basis eine Mauerstärke von 1,70 m. Er hat heute noch eine Höhe von etwa 7 m. Der Ringmauer, die zum Teil erhalten ist, ist an der östlichen Angriffsseite ein schmaler Zwinger vorgelegt. Weiter östlich, im Abstand von etwa 50 m, von der Hauptburg, befand sich eine Vorburgmauer, die sich im Süden der Hauptburg wieder nähert. An der Südecke befinden sich bis zu 4,20 m hohe Mauerreste eines 30 m langen und 15 m breiten Wohnhauses mit bis zu 1,20 m starken Mauern. Auf der Nordseite war die Burganlage durch einen bis zu 10 m tiefen Halsgraben gesichert. Südlich vom Bergfried liegen Reste von Gebäuden, weiter östlich Reste der Vorburg.